# Vuelta a Burgos 2007
La Vuelta a Burgos 2007, ventinovesima edizione della corsa, si svolse dal 14 al 18 agosto 2007 su un percorso di 630 km ripartiti in 5 tappe, con partenza da Miranda de Ebro e arrivo a Burgos. Fu vinta dal colombiano Mauricio Soler della Barloworld davanti allo spagnolo Alejandro Valverde e allo spagnolo Carlos Castaño Panadero.

## Tappe
| Tappa  | Data      | Percorso                                                | km  | Vincitore di tappa | Leader cl. generale |
| ------ | --------- | ------------------------------------------------------- | --- | ------------------ | ------------------- |
| 1ª     | 14 agosto | Miranda de Ebro > Miranda de Ebro                       | 150 | Michail Ignat'ev   | Michail Ignat'ev    |
| 2ª     | 15 agosto | Areniscas de los Pinares > Lagunas de Neila             | 149 | Mauricio Soler     | Mauricio Soler      |
| 3ª     | 16 agosto | Burgos > Aranda de Duero                                | 158 | Aurélien Passeron  | Mauricio Soler      |
| 4ª     | 17 agosto | Ribera del Duero > Ribera del Duero (cron. individuale) | 15  | Alejandro Valverde | Mauricio Soler      |
| 5ª     | 18 agosto | Oña > Burgos                                            | 158 | Vasili Kiryienka   | Mauricio Soler      |
| Totale | Totale    | Totale                                                  | 630 |                    |                     |

## Dettagli delle tappe

### 1ª tappa
- 14 agosto: Miranda de Ebro > Miranda de Ebro – 150 km

| Pos. | Corridore               | Squadra          | Tempo    |
| ---- | ----------------------- | ---------------- | -------- |
| 1    | Michail Ignat'ev        | Tinkoff          | 3h23'26" |
| 2    | Daniel Moreno Fernandez | Relax-GAM        | a 34"    |
| 3    | Alejandro Valverde      | Caisse d'Epargne | s.t.     |

| Pos. | Corridore               | Squadra          | Tempo    |
| ---- | ----------------------- | ---------------- | -------- |
| 1    | Michail Ignat'ev        | Tinkoff          | 3h23'26" |
| 2    | Daniel Moreno Fernandez | Relax-GAM        | a 34"    |
| 3    | Alejandro Valverde      | Caisse d'Epargne | s.t.     |

### 2ª tappa
- 15 agosto: Areniscas de los Pinares > Lagunas de Neila – 149 km

| Pos. | Corridore                  | Squadra        | Tempo    |
| ---- | -------------------------- | -------------- | -------- |
| 1    | Mauricio Soler             | Barloworld     | 3h50'56" |
| 2    | Carlos Castaño Panadero    | Karpin Galicia | a 17"    |
| 3    | José Ángel Gómez Marchante | Saunier Duval  | s.t.     |

| Pos. | Corridore                  | Squadra        | Tempo    |
| ---- | -------------------------- | -------------- | -------- |
| 1    | Mauricio Soler             | Barloworld     | 7h14'56" |
| 2    | José Ángel Gómez Marchante | Saunier Duval  | a 17"    |
| 3    | Carlos Castaño Panadero    | Karpin Galicia | s.t.     |

### 3ª tappa
- 16 agosto: Burgos > Aranda de Duero – 158 km

| Pos. | Corridore           | Squadra      | Tempo    |
| ---- | ------------------- | ------------ | -------- |
| 1    | Aurélien Passeron   | Acqua & Sap. | 3h18'10" |
| 2    | Aivaras Baranauskas | Agritubel    | s.t.     |
| 3    | Tom Stubbe          | Vlaanderen   | s.t.     |

| Pos. | Corridore                  | Squadra        | Tempo     |
| ---- | -------------------------- | -------------- | --------- |
| 1    | Mauricio Soler             | Barloworld     | 10h34'00" |
| 2    | José Ángel Gómez Marchante | Saunier Duval  | a 17"     |
| 3    | Carlos Castaño Panadero    | Karpin Galicia | s.t.      |

### 4ª tappa
- 17 agosto: Ribera del Duero > Ribera del Duero (cron. individuale) – 15 km

| Pos. | Corridore          | Squadra          | Tempo  |
| ---- | ------------------ | ---------------- | ------ |
| 1    | Alejandro Valverde | Caisse d'Epargne | 16'47" |
| 2    | Michail Ignat'ev   | Tinkoff          | a 22"  |
| 3    | Andrei Kunitski    | Acqua & Sap.     | a 34"  |

| Pos. | Corridore               | Squadra          | Tempo     |
| ---- | ----------------------- | ---------------- | --------- |
| 1    | Mauricio Soler          | Barloworld       | 10h51'27" |
| 2    | Alejandro Valverde      | Caisse d'Epargne | a 2"      |
| 3    | Carlos Castaño Panadero | Karpin Galicia   | a 30"     |

### 5ª tappa
- 18 agosto: Oña > Burgos – 158 km

| Pos. | Corridore        | Squadra          | Tempo    |
| ---- | ---------------- | ---------------- | -------- |
| 1    | Vasili Kiryienka | Tinkoff          | 3h39'42" |
| 2    | Francisco Pérez  | Caisse d'Epargne | a 2"     |
| 3    | Stefano Garzelli | Acqua & Sap.     | a 11"    |

| Pos. | Corridore               | Squadra          | Tempo     |
| ---- | ----------------------- | ---------------- | --------- |
| 1    | Mauricio Soler          | Barloworld       | 14h31'37" |
| 2    | Alejandro Valverde      | Caisse d'Epargne | a 2"      |
| 3    | Carlos Castaño Panadero | Karpin Galicia   | a 30"     |

## Classifiche finali

### Classifica generale
| Pos. | Corridore                  | Squadra           | Tempo     |
| ---- | -------------------------- | ----------------- | --------- |
| 1    | Mauricio Soler             | Barloworld        | 14h31'37" |
| 2    | Alejandro Valverde         | Caisse d'Epargne  | a 2"      |
| 3    | Carlos Castaño Panadero    | Karpin Galicia    | a 30"     |
| 4    | Daniel Moreno Fernandez    | Relax-GAM         | a 47"     |
| 5    | José Ángel Gómez Marchante | Saunier Duval     | s.t.      |
| 6    | Moisés Dueñas Nevado       | Agritubel         | a 1'23"   |
| 7    | David Herrero              | Karpin Galicia    | a 1'52"   |
| 8    | Jose Miguel Elias Galindo  | Relax-GAM         | a 2'08"   |
| 9    | Javier Moreno              | Extremadura-Spiuk | a 2'15"   |
| 10   | Rubén Plaza                | Caisse d'Epargne  | s.t.      |